# علم الدين أبو المعالي
أمير العَرَب عَلَم الدِّيْن أبُو المَعَالي قُرَيْش بنُ بَدرَانَ بن المُقلَّد بن المُسيَّب العُقَيْليّ، هو خامس أمراء آل المسيب، تولَّى مقاليد السُلطة في الدَّولة العُقيلية خلفًا لعمّه زعيم الدولة أبي كامل بركة بن المُقلد، ودام حُكمه عقدًا من الزمن من عام 1051م حتى وفاته في عام 1061م. والده هو الحاكم أبو الفضل بدران وجدُّه هو الأمير المُقلَّد العُقيليّ.

## الإسم

### النسب
- اسمه هو قريش بن بدران
- نسبه هو قريش بن بدران بن المقلد بن المسيب بن رافع بن المقلد الأكبر بن جعفر العقيلي العامري الهوازني العدناني.
- والده هو بدران بن المقلد
- جده هو المقلد بن المسيب[1]

### الكنية والألقاب
- لقب النظام: الأمير
- لقب الشرف: علم الدين، أمير العرب
- الكنية: أبو المعالي[1]